# (16472) 1990 OE5
A (16472) 1990 OE5 a Naprendszer kisbolygóövében található aszteroida. Henry E. Holt fedezte fel 1990. július 27-én.